# Нефтепромысловое дело

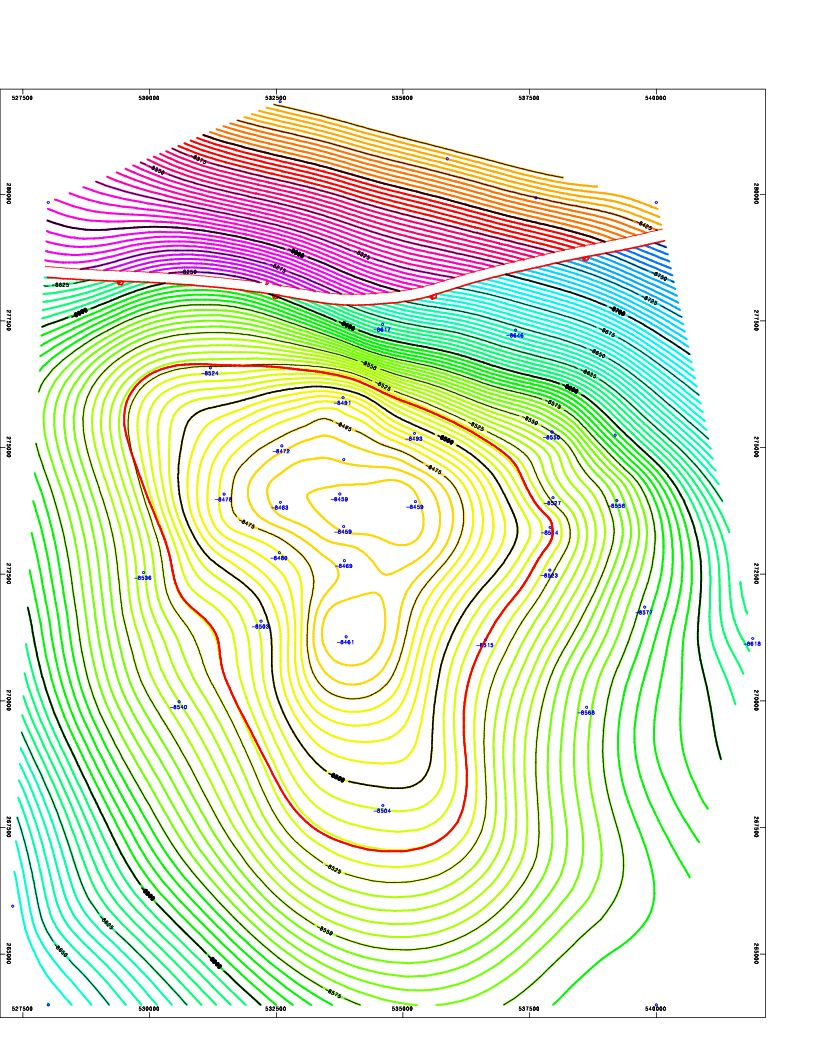
Пример карты, с помощью которой инженеры-нефтяники определяют место для бурения скважины. На данном рисунке запечатлена созданная компьютерной программой структурная карта для нефтегазового пласта, лежащего на глубине 2590 метров. В верхней части карты, слева направо, тянется линия сброса: она находится между синими и розовыми контурными линиями. Тонкая красная замкнутая линия в центре карты обозначает вершину нефтяного пласта. Так как газ находится над нефтью, эта тонкая красная линия изображает зону контакта газа/нефти.

Нефтепромысловое дело — область инженерного дела, связанная с добычей углеводородов: сырой нефти и природного газа. Разведка и нефтепромысловое дело являются двумя главными дисциплинами нефтегазовой промышленности, в задачу которых входит максимальная разработка месторождений. Нефтепромысловым делом занимаются инженеры-нефтяники. Геологи-нефтяники и геофизики занимаются сбором статической информации о пластах углеводородов, в то время как инженеры-нефтяники проводят оценку возможного объёма добычи углеводородов, анализируя физическое поведение нефти, воды и газа под высоким давлением в пористых породах.
За период разработки залежи углеводородов, геологи и инженеры-нефтяники определяют, каким образом нужно разрабатывать пласт, и как из него добывать полезные ископаемые. Обычно именно они имеют наибольшее влияние на эксплуатационные затраты. Инженеры-нефтяники должны хорошо разбираться в других специальностях, таких как геофизика, геология нефти, каротаж, бурение, экономика, моделирование коллектора, разработка коллектора, а также иметь знания о системе механизированной добычи и проектировании нефтегазовых объектов.
Исторически сложилось, что в данную область попадают из наук, связанных с физикой, химическим машиностроением и горным делом. Дальнейшее обучение, как правило, происходит непосредственно в нефтяных компаниях.

## Общее описание
Профессия инженер-нефтяник возникла в 1914 году в Американском институте инженеров горной промышленности (AIME). Впервые диплом инженера-нефтяника был выдан в 1915 году Питтсбургским университетом. Впоследствии, ввиду обнаружения и исчерпания легкодоступных мировых залежей нефти, данная профессия видоизменилась, и перед ней стали ставить более сложные задачи. За последние десятилетия, усовершенствование компьютерного моделирования и материалов, использование статистики, вероятностного анализа и новых технологий (горизонтальное бурение, добыча нефти третичным методом и др.) значительно расширили инструментарий инженеров-нефтяников.
Работникам данной профессии зачастую приходится сталкиваться с глубоководной, арктической и пустынной средой. Работа в условиях высокой температуры и высокого давления становится все более распространенной, и поэтому инженеры-нефтяники должны уметь разбираться в самых различных технических областях: от термогидравлики и геомеханики, до интеллектуальных систем.
Общество инженеров-нефтяников — самое большое профессиональное сообщество инженеров-нефтяников, которое публикует большую часть информации о промышленности. Обучение нефтепромысловому делу происходит в 17 университетах США и во многих других учебных заведениях по всему миру (в основном в регионах, где добывается нефть). Также некоторые нефтяные компании проводят собственное обучение на данную профессию.
Среди инженерных дисциплин, профессия инженер-нефтяник исторически является одной из самых высокооплачиваемых, правда при падении цен на нефть наблюдается тенденция к массовым увольнениям. В статье сайта Forbes.com за 4 июня 2007 года указывалось, что специальность инженер-нефтяник занимала 24 место среди самых высокооплачиваемых работ в США. Опрос Национальной ассоциации колледжей и работодателей (NACE), проведенный в 2010 году, выявил, что выпускники по данной профессии получают самую высокую зарплату — в среднем 125 тысяч долларов в год. У опытных специалистов зарплата может варьироваться от 170, до 260 тысяч долларов в год. В среднем они получают 112 тысяч долларов в год — около 54 долларов в час.

## Классы
Инженеры-нефтяники подразделяют себя на несколько классов:
- Инженеры-разработчики нефтяных и газовых месторождений — работают над оптимизацией добычи нефти и газа с помощью правильного расположения буровой скважины, и использования вторичного метода добычи нефти.

- Инженеры-буровики — работают над техническими аспектами геологоразведочного бурения, добычи нефти и нагнетательных скважин.

- Производственные инженеры — работают над границей-разделом между пластом и скважиной, в том числе и над перфорационными каналами, борьбой с поступлением песка, регулированием дебита нисходящей скважины и контрольной аппаратурой нисходящей скважины; они оценивают методы по механизированной добыче и выбирают наземное оборудование, которое разделяет добытые ископаемые (нефть, природный газ и воду).